# 톰 로스록

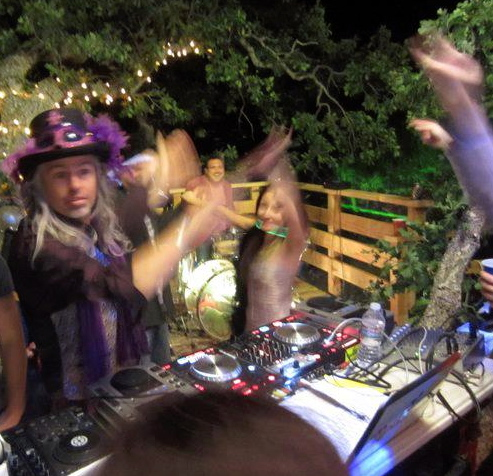

톰 로스록(Tom Rothrock)은 미국 출신의 세계적인 프로듀서이자 작곡가, 음악가이다.
제임스 블런트, 푸파이터즈 등과 작업하였다.